# 关保 (清朝)
关保（？—1869年），清朝大臣，姓乌扎拉氏，满洲正黄旗人，清朝末年将领。
关保吉林驻防。道光六年（1826年）、道光十年（1830年），从征新疆喀什噶尔，平定张格尔叛乱有功。历任骁骑校，升授三姓（今黑龙江省依兰）佐领。咸丰三年（1853年）关保随侍郎恩华在河南怀庆府围攻太平天国北伐军，充任参领。随胜保、僧格林沁在河南、山西、直隶追堵太平天国北伐军，转任总管。调任湖北、安徽、江苏、河南围攻捻军。咸丰九年（1859年），授任黑龙江副都统，奉命帮办胜保河南军务。同治元年（1862年），赴任黑龙江副都统。